# Chalcides ocellatus
Chalcides ocellatus là một loài thằn lằn trong họ Scincidae. Loài này được Forskal mô tả khoa học đầu tiên năm 1775.

## Hình ảnh

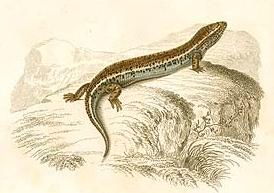